# Inter Leipzig
A Fußballclub International Leipzig e. V., röviden FC Inter illetve Inter Leipzig egy labdarúgó egyesület Lipcsében, amely az ötödosztályú német labdarúgó bajnokság, Oberliga Nordost csoportjában szerepel.

## Történelem

### Alapítás
Az egyesületet 2013. augusztus 29-én alapították. Az egykori lipcsei polgármester és a mostani türingiai gazdasági- és tudományminiszter Wolfgang Tiefensee tagja a gazdaságtanácsnak az egyesületben.

## Keret

### Jelenlegi keret
2016. december 17.
| #  |     | Poszt | Név                     |
| -- | --- | ----- | ----------------------- |
| 1  | ESP | K     | Edu Calvo Martin        |
| 33 | GER | K     | Berti Schötterl         |
| 3  | GER | V     | Sascha Rode             |
| 5  | GER | V     | Niklas Opolka           |
| 18 | GER | V     | Robert Rode             |
| 23 | GER | V     | Franz Bochmann          |
| 26 | GER | V     | Gerald Muwanga          |
| 27 | GER | V     | Gino Böhne              |
| 8  | KOR | KP    | Dongmin Kim             |
| 10 | GRE | KP    | Hrísztosz Papadimitriou |
| 11 | ESP | KP    | Manuel Moral Fuster     |

| #  |             | Poszt | Név                         |
| -- | ----------- | ----- | --------------------------- |
| 19 | GER         | KP    | Leo Anton Hinrichsmeyer     |
| 21 | RUS         | KP    | Arman Melkonian             |
| 24 | GER         | KP    | Maximilian Schnabel         |
| 25 | South Sudan | KP    | Dhuors Ngor Chol            |
| 39 | BRA         | KP    | Marcelo Henrique Franceschi |
| 6  | GER         | CS    | Alexander Langner           |
| 9  | FIN         | CS    | Kimmo Hovi                  |
| 12 | USA         | CS    | Ladule Lako LoSarah         |
| 45 | POR         | CS    | Bocar Djumo                 |
| 61 | GER         | CS    | Ogün Gümüştaş               |

## Statisztika
| 2014–15                                                                                              | Sachsenliga (VI. oszt.)      | 2. | 18 | 5 | 7 | 66 | 34 | 59 | Negyeddöntő |
| 2015–16                                                                                              | NOFV-Oberliga Süd (V. oszt.) | 2. | 15 | 4 | 5 | 55 | 24 | 49 | Legjobb 16  |
| Zöld színnel jelölt szezonban a csapat magasabb osztályba lépett, míg a piros színű évadban kiesett. |                              |    |    |   |   |    |    |    |             |